# Just as Long as We're Together
Singles de Prince
Soft and Wet
(1978) I Wanna Be Your Lover
(1979)
Just as Long as We're Together est une chanson de Prince parue sur l'album For You le 7 avril 1978, puis sortie en tant que deuxième et dernier single de l'album le 21 novembre 1978. La chanson fut interprétée la première fois le 5 janvier 1979 lors de la première date de la tournée Prince Tour. 
La chanson est orientée plus vers le disco que funk. Avec des paroles moins osées, restant sur un côté romantique. Une approche vers comment faire durer une relation. Un passage important du titre, la coda de la fin durant laquelle Prince répétera plusieurs fois le refrain. En réalité, il s'agit d'un autre morceau instrumental qui a été ajoutée et modifiée jusqu’à parfaitement se fondre dans la chanson. The Jelly Jam était le nom de ce morceau instrumental.
Ce titre a été pour Prince une façon de prouver à Warner Bros. Records ses capacités. En effet il a dû l'enregistrer 3 fois. In Love était la face-B du premier single vendu.

## Liste des titres
Toutes les chansons sont écrites et composées par Prince.
| A. | Just as Long as We're Together | 3:25 |
| B. | In Love                        | 3:38 |

| A. | Just as Long as We're Together                                       | 6:29 |
| B. | Soft and Wet (Disco Mix) (Paroles écrites par Prince et Chris Moon.) | 3:02 |